# Kępice (województwo mazowieckie)
Kępice – wieś sołecka w Polsce położona w województwie mazowieckim, w powiecie kozienickim, w gminie Sieciechów.
| SIMC    | Nazwa | Rodzaj    |
| ------- | ----- | --------- |
| 0635997 | Witle | część wsi |

Wieś duchowna, położona była w drugiej połowie XVI wieku w powiecie radomskim województwa sandomierskiego. W latach 1975–1998 miejscowość administracyjnie należała do województwa radomskiego.
12 listopada 1943 żandarmeria niemiecka zamordowała trzech mieszkańców wsi.
We wsi urodził się Józef Abramczyk - żołnierz Batalionów Chłopskich.
Wierni kościoła rzymskokatolickiego należą do parafii Wniebowzięcia Najświętszej Maryi Panny w Opactwie.